# 아우디 Q8
아우디 Q8(Audi Q8)은 아우디가 2018년 출시한 준대형 쿠페 크로스오버 SUV이다. 아우디 SUV 라인의 플래그십으로 폭스바겐 브라티슬라바 공장에서 생산되고 있다.

## 1세대
2017년에 컨셉트카로 공개되었으며, 2018년에 공식 출시되었다. SQ8, 우루스의 동생격인 RS Q8도 있다.

## 사진

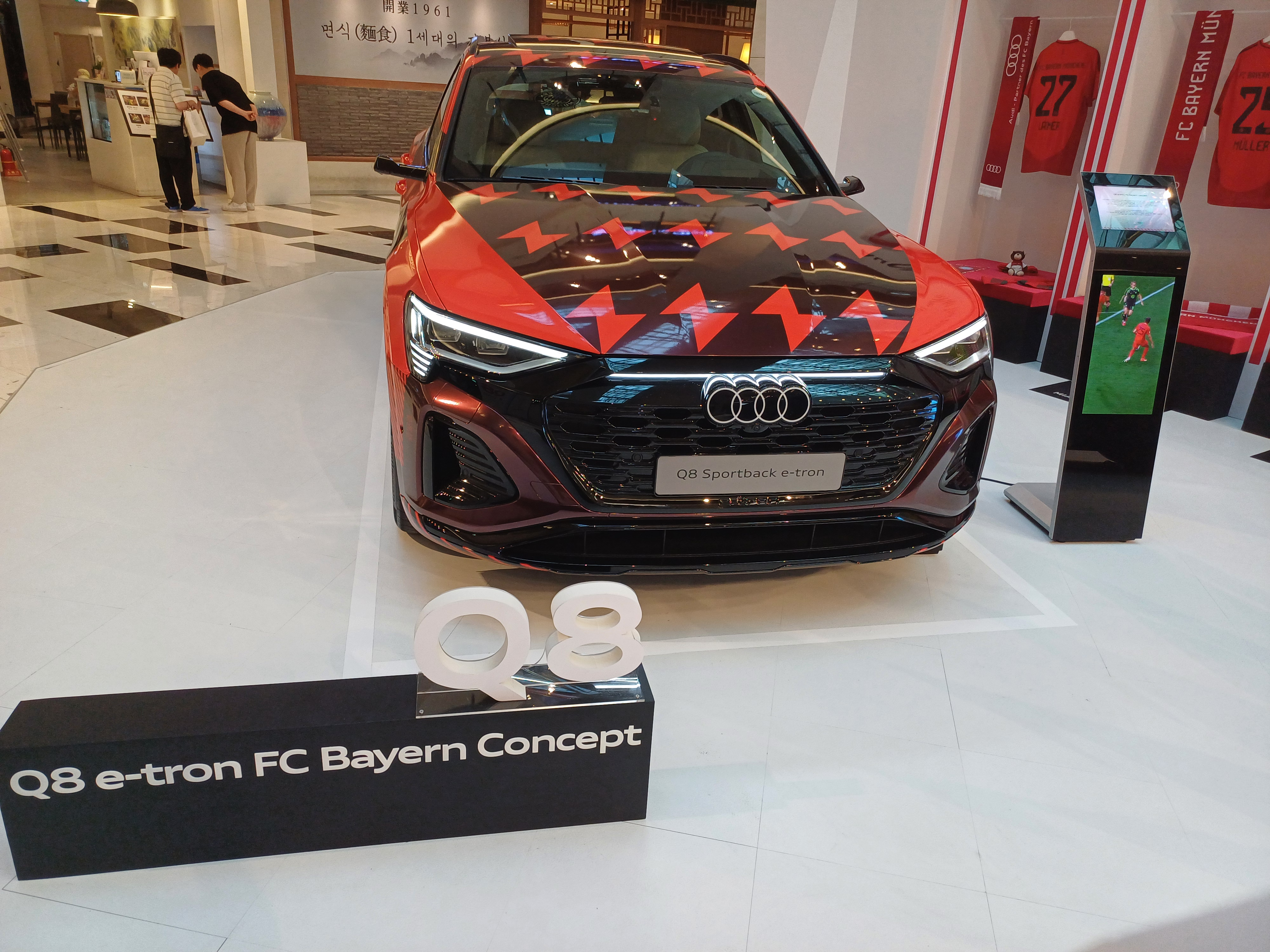
아우디 Q8